# Zágor
Zágor (románul Zagăr, németül Roden, vagy Rodt) falu Romániában, Maros megyében, Zágor község központja.

## Fekvése
Erzsébetvárostól 15 km-re északkeletre a Zágori-patak mellett fekszik. Szászszőlős tartozik hozzá.

## Nevének eredete
Neve a bolgár-török Sagur személynévből ered, ez pedig a suktür (= hallgass) szóból származik.

## Története
1412-ben Zagor néven említik. Valószínűleg szászok alapította falu, középkori eredetű szász evangélikus erődtemplommal. Híres szőlő- és gyümölcstermő vidék, borospincéi, ódon szász portái azonban elhanyagolva siralmas képet nyújtanak.
1910-ben 1383, többségben német lakosa volt, jelentős román és cigány kisebbséggel. A trianoni békeszerződésig Kis-Küküllő vármegye Erzsébetvárosi járásához tartozott. 1992-ben 1035 lakosából 585 román, 389 cigány, 31 német, 30 magyar.

## Híres emberek
- 1714-től haláláig, 1733-ig itt volt lelkész Bartholomäus Capesius; az ő szolgálata idején készült az evangélikus templom oltára.